# إيبيليموماب
إيبيليموماب (يسمى أيضاً MDX-010 و MDX-101) هو جسم مضاد وحيد النسيلة بشري تنتجه برستول مايرز سكويب ويسوق تحت اسم تجاري هو يرفوي (Yervoy) وقد حصل في آذار 2011 على موافقة إدارة الغذاء والدواء الأمريكية لاستخدامه في علاج الميلانوما لكونه يحفز الجهاز المناعي.
كما حصل على موافقة صحة كندا لاستخدامه في علاج الورم الميلانيني النقيلي في 1 شباط 2012. أما في الاتحاد الأوروبي والمملكة المتحدة فقد حصل على الموافقة في تشرين الثاني 2012.
تجري عليه التجارب السريرية لاستخدامه في علاج سرطان خلايا الرئة غير الصغيرة وسرطان خلايا الرئة الصغيرة مع كاربوبلاتين وعلاج سرطان الموثة.